# Le Quotidien (Sénégal)
Pour les articles homonymes, voir Le Quotidien.
Le Quotidien est un journal sénégalais d’informations générales, qui paraît au Sénégal depuis le 24 février 2003. C'est un journal généraliste avec des chroniqueurs réputés. Avec une ligne critique vis-à-vis des pouvoirs publics, Le Quotidien a été témoin des transformations majeurs sur le plan sociales, politiques et économiques.  
Il offre une traduction de ses articles en anglais.  

## Histoire
Le journal Le Quotidien a été créé par Madiambal Diagne, un juriste et un ancien journaliste de Wal Fadjri. Le premier numéro a été publié le lundi 24 février 2003.

## Caractéristiques
Le Quotidien est édité par la société de droit sénégalais Avenir Communication. Il revendique sa neutralité et ne se réclame d'aucun parti politique. Le journalisme d'investigation est sa priorité. Il fournit beaucoup d'enquêtes et d'analyses sur les questions politiques, économiques, sociales et culturelles.
Il a été au centre de plusieurs grandes révélations sur des dossiers du Sénégal durant les années 2000 et 2010[réf. nécessaire]. 
Il a la particularité d'avoir une équipe de chroniqueurs et une rubrique "Opinions" contribuant grandement au débat d'idées au Sénégal. 
Sa titraille faite de jeux de mots et calembours fait la renommée du journal dans l'Afrique francophone. 
Sa diffusion quotidienne est de 25 000 exemplaires.